# فک راهب هاوایی
فک راهب هاوایی (نام علمی: Monachus schauinslandi) نام یک گونه از سرده فک‌های راهب است.